# Ahmed II (sultan)
Ahmed (ou Ahmet) II (né le 25 février 1643 -mort le 6 février 1695) est le 21e sultan ottoman et un calife de l’islam qui règne du 22 juin 1691 au 6 février 1695.
Il est le seul sultan dont aucun héritier mâle n'a été sultan par la suite, son fils Şehzade Ibrahim, devenu en 1703 héritier de son cousin le sultan Ahmed III, meurt en 1714.

## Biographie
Fils du sultan Ibrahim Ier et frère de Soliman II, il est tiré du Kafes à 48 ans, par le vizir Köprülü, pour être placé sur le trône.
Son règne est marqué par des défaites militaires, contre les Impériaux (défaite de Slankamen en 1691), et contre les Vénitiens.